# Arouna Koné
Pour les articles homonymes, voir Koné.
Arouna Koné, né le 11 novembre 1983 à Anyama, est un footballeur international ivoirien qui évolue au poste d'attaquant.

## Biographie

### Ses débuts
Arouna Koné est né à Anyama, un faubourg d'Abidjan, la plus grande ville de Côte d'Ivoire. Il est membre d'une fratrie de neuf frères et cinq sœurs dont la plus jeune, Mama Myriam, lui inspire sa coupe de cheveux peroxydée. Comme la plupart des enfants des pays africains, Koné apprend à jouer au football dans la rue où il développe sa technique. Son père était farouchement opposé à l'idée de permettre à Arouna de pratiquer le football et néglige ses études; et lui interdit donc de jouer en club. C'est à la suite du décès de son père qu'Arouna peut enfin commencer une carrière de footballeur. Avec le consentement de sa mère, il intègre le club de sport du Rio d'Anyama. À l'âge de 16 ans, Koné arrête définitivement ses études secondaires pour se consacrer au football. Il est alors repéré par le club de Lierse SK et joue lors d'un match de test en Belgique. En 2002, Koné réalise son rêve : il devient footballeur professionnel.

### Lierse SK
À l'âge de 18 ans, Koné arrive au Lierse. Dès ses débuts, il a beaucoup de soutiens au Lierse SK, comme celui du vice-président Herman Van Den Broeck. Lors de sa première saison chez les pros, il inscrit un nombre honorable 11 buts. Dès lors, Lierse qui n'a pas beaucoup de moyens financiers ne peut plus retenir ce brillant joueur. Koné part ainsi vers un club plus prestigieux, le Roda JC. Le transfert est évalué à 1 million d'euros.

### Roda JC
Roda ne se trompe pas en achetant le joueur. En effet, il explose et inscrit 11 buts la première saison, et surtout 15 buts la deuxième. Ses bonnes performances en club lui offrent en parallèle ses premières sélections avec l'équipe de Côte d'Ivoire.

### PSV Eindhoven
Il est ensuite transféré au club phare du championnat des Pays-Bas, le PSV, où il a l'occasion de disputer ses premiers matchs de Ligue des champions. Au PSV, il confirme les bonnes performances entrevues précédemment. Il inscrit ainsi lors de la saison 2005-2006 11 buts en 21 matchs de championnat, soit une moyenne très correcte de 0,52 buts par match.

### Séville FC
Il arrive ensuite en Espagne, sous les ordres de son entraîneur Manuel Jiménez Jiménez. Il n'inscrit que deux buts et est prêté à Hanovre en 2010 puis en 2011 à Levante, où il marque 17 buts en 39 matchs en Liga BBVA.

### Wigan Athletic
En 2012, il est transféré de Levante à Wigan Athletic pour la somme de 8 000 000 euros.

### Everton
Le 8 juillet 2013, il rejoint Everton. Il dispute son premier match avec les Toffees le 17 août. Un mois plus tard, le 19 octobre, il se blesse lors d'une rencontre contre Hull City et connaît une grave blessure au genou qui le tient éloigné des terrains pendant près d'un an. Il retrouve les terrains de Premier League le 15 décembre 2014, effectuant une courte entrée en jeu face aux Queens Park Rangers, remplaçant Kevin Mirallas à la 91e minute. Il débute pour la première fois titulaire avec son club le 28 décembre et ouvre le score à Newcastle (défaite finale 3-2), son seul but pour la saison 2014-2015 en seize rencontres disputées. Il peut enfin s'exprimer lors de l'édition 2015-2016, après onze rencontres de championnat, il totalise cinq réalisations dont un triplé inscrit le 1er novembre 2015 face à Sunderland (6-2). À la suite de ces performances, son contrat est dans la foulée prolongé jusqu'en 2017. Arouna Koné quitte Everton à la fin de son contrat après avoir marqué 10 buts en 62 matchs en l'espace de quatre saisons.

### Sivasspor
Le 4 juillet 2017, Arouna Koné s'engage pour deux saisons avec le club turc de Sivasspor. Il prolonge son contrat d'une saison en juin 2018, ce qui le lie désormais à Sivasspor jusqu'en juillet 2020.

## Palmarès

### En club
- PSV Eindhoven
  - Champion des Pays-Bas en 2006 et 2007.

- Wigan Athletic
  - Vainqueur de la Coupe d'Angleterre en 2013.